# Saint-Georges-Haute-Ville
Saint-Georges-Haute-Ville är en kommun i departementet Loire i regionen Auvergne-Rhône-Alpes i centrala Frankrike. Kommunen ligger i kantonen Saint-Jean-Soleymieux som tillhör arrondissementet Montbrison. År 2022 hade Saint-Georges-Haute-Ville 1 458 invånare.

## Befolkningsutveckling
Antalet invånare i kommunen Saint-Georges-Haute-Ville
| Referens: INSEE |